# 遠離塵囂：珍愛相隨
《遠離塵囂：珍愛相隨》（英語：Far from the Madding Crowd）是一部2015年英-美合拍的愛情片，由湯瑪斯·凡提柏格導演，凱莉·墨里根、馬提亞斯·修奈爾、麥可·辛、湯姆·史特瑞吉和茱諾·坦普主演。影片改編自湯瑪士·哈代發表於1874年的同名小說《遠離塵囂》，此片是第四次改編這部小說的影視作品。

## 主要角色
- 凱莉·墨里根 飾 貝莎芭·艾佛丁
- 馬提亞斯·修奈爾 飾 牧羊人 蓋伯爾·歐克
- 麥可·辛 飾 威廉·鮑伍德
- 湯姆·史特瑞吉 飾 士官 法蘭克·崔伊
- 茱諾·坦普 飾 芬妮·羅賓
- 潔西卡·巴登（英语：Jessica Barden） 飾 莉迪
- 山姆·菲利浦（英语：Sam Phillips (actor)） 飾 士官 道吉特
- 提莉·沃絲柏（英语：Tilly Vosburgh） 飾 賀斯特夫人

## 發行
電影在2015年5月1日首次正式公映。第一支預告片花於2014年11月23日釋出，片花中使用了由凱莉·墨里根和麥可·辛演唱的英國民謠《The Sprig of Thyme》。此外，還發佈了一款前導海報以紀念同名小說問世140週年。

## 外部連結
- 互联网电影数据库（IMDb）上《遠離塵囂：珍愛相隨》的资料（英文）
- 爛番茄上《遠離塵囂：珍愛相隨》的資料（英文）
- 雅虎香港電影上《瘋戀佳人》的資料（繁體中文） （繁體中文）
- Yahoo奇摩電影上《遠離塵囂：珍愛相隨》的資料（繁體中文）
- 開眼電影網上《遠離塵囂：珍愛相隨 （页面存档备份，存于）》的資料 （繁體中文）